# Lonchophylla robusta
Lonchophylla robusta är en fladdermusart som beskrevs av Miller 1912. Lonchophylla robusta ingår i släktet Lonchophylla och familjen bladnäsor. IUCN kategoriserar arten globalt som livskraftig. Inga underarter finns listade i Catalogue of Life.
Denna fladdermus förekommer i Central- och nordvästra Sydamerika från Nicaragua till nordvästra Venezuela och till norra Peru. Arten lever i låglandet och i kulliga områden upp till 800 meter över havet. Habitatet utgörs av regnskogar, fruktodlingar och trädgårdar.
Individerna vilar i grottor eller i andra håligheter. De äter nektar samt insekter och troligen även pollen och frukter. Honor är mellan mars och april dräktiga.

## Bildgalleri

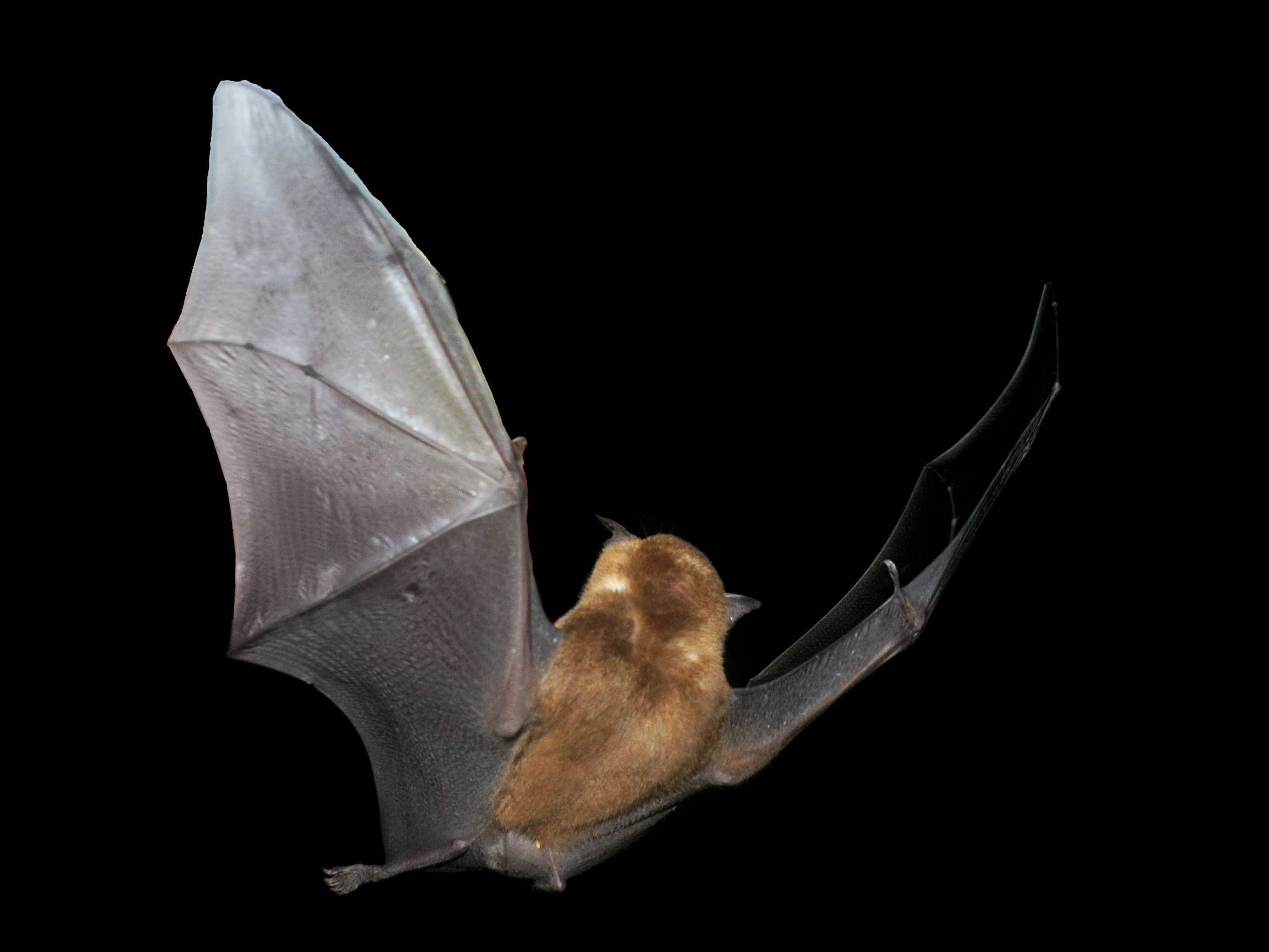
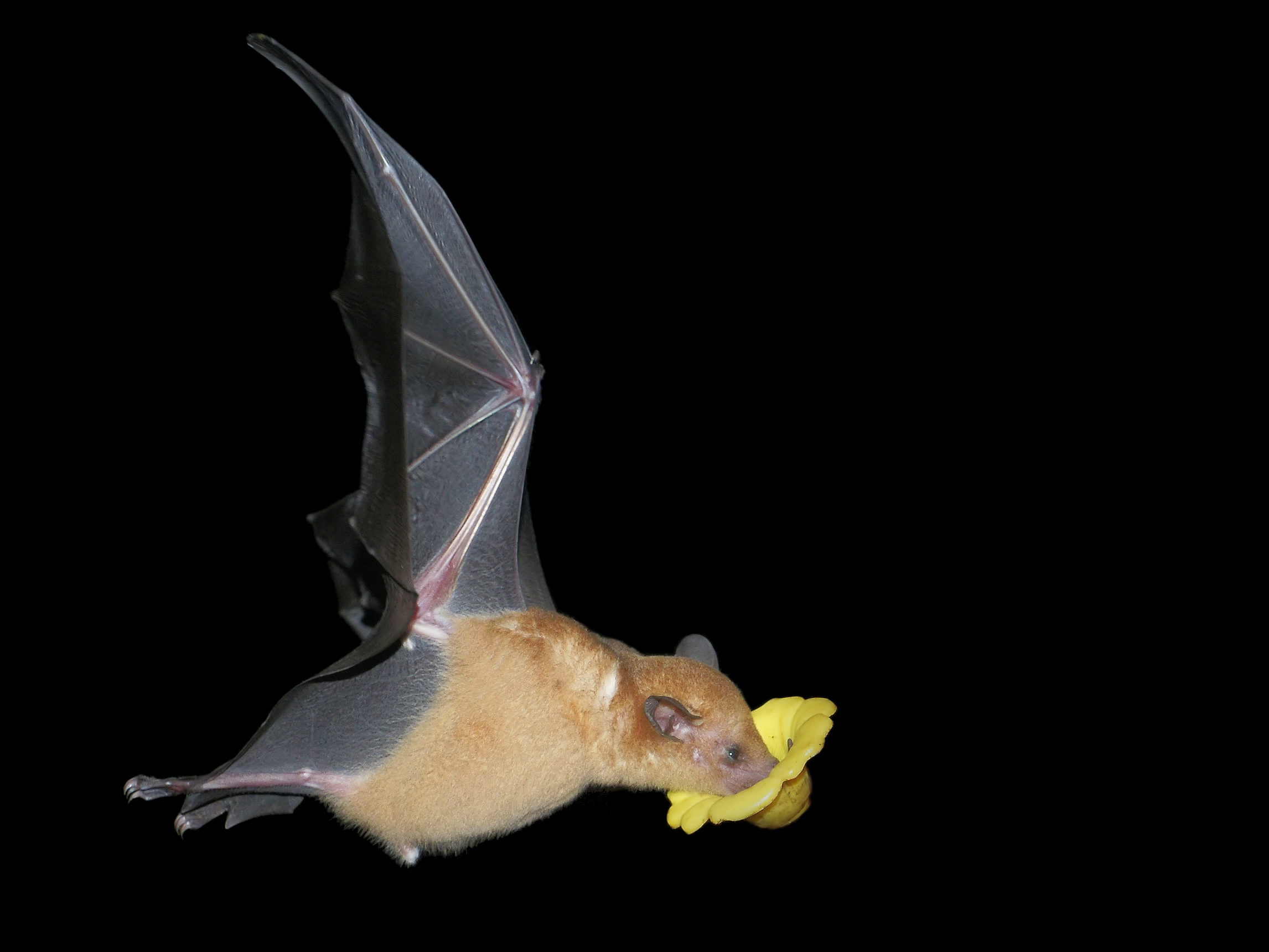
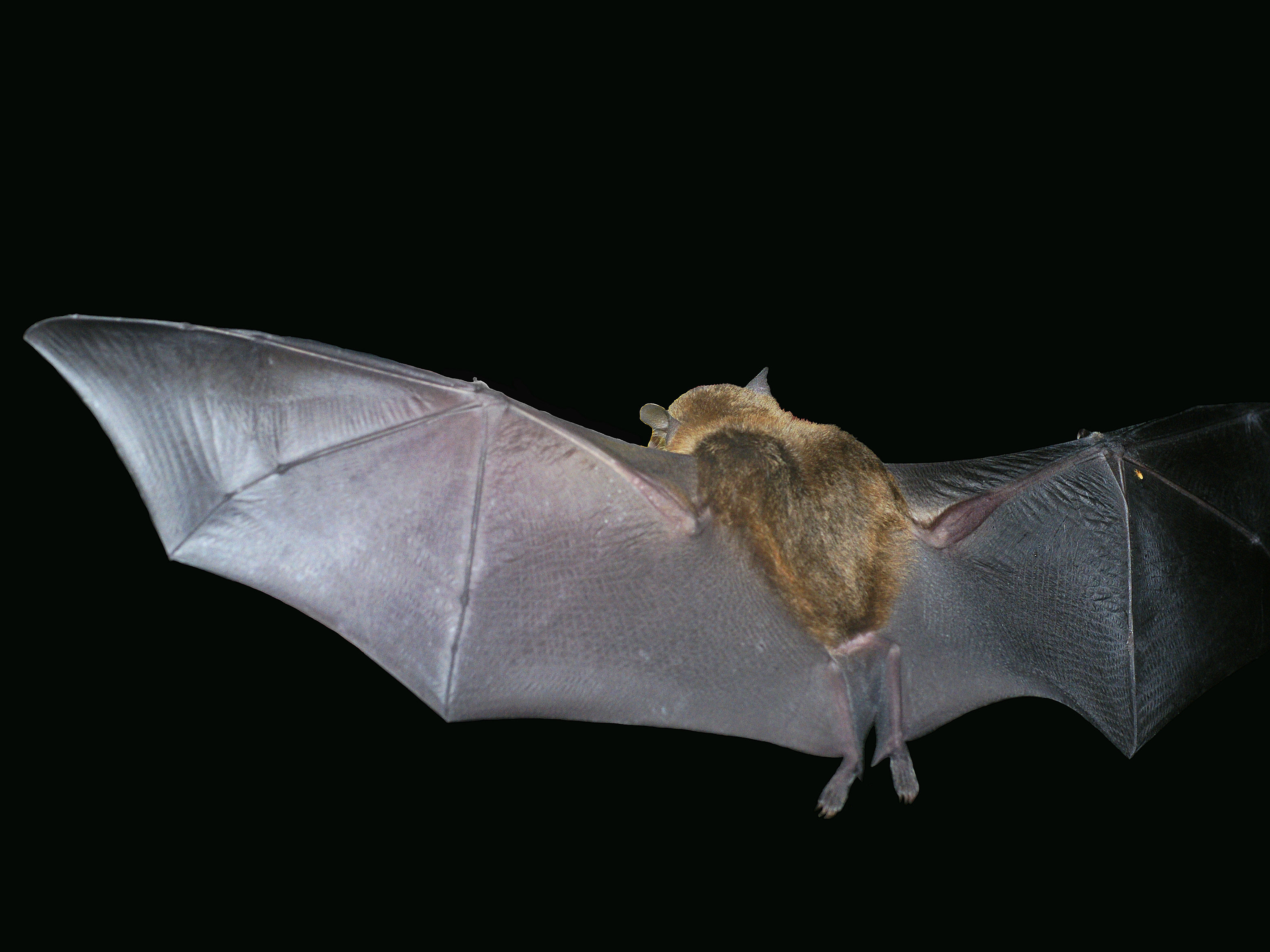
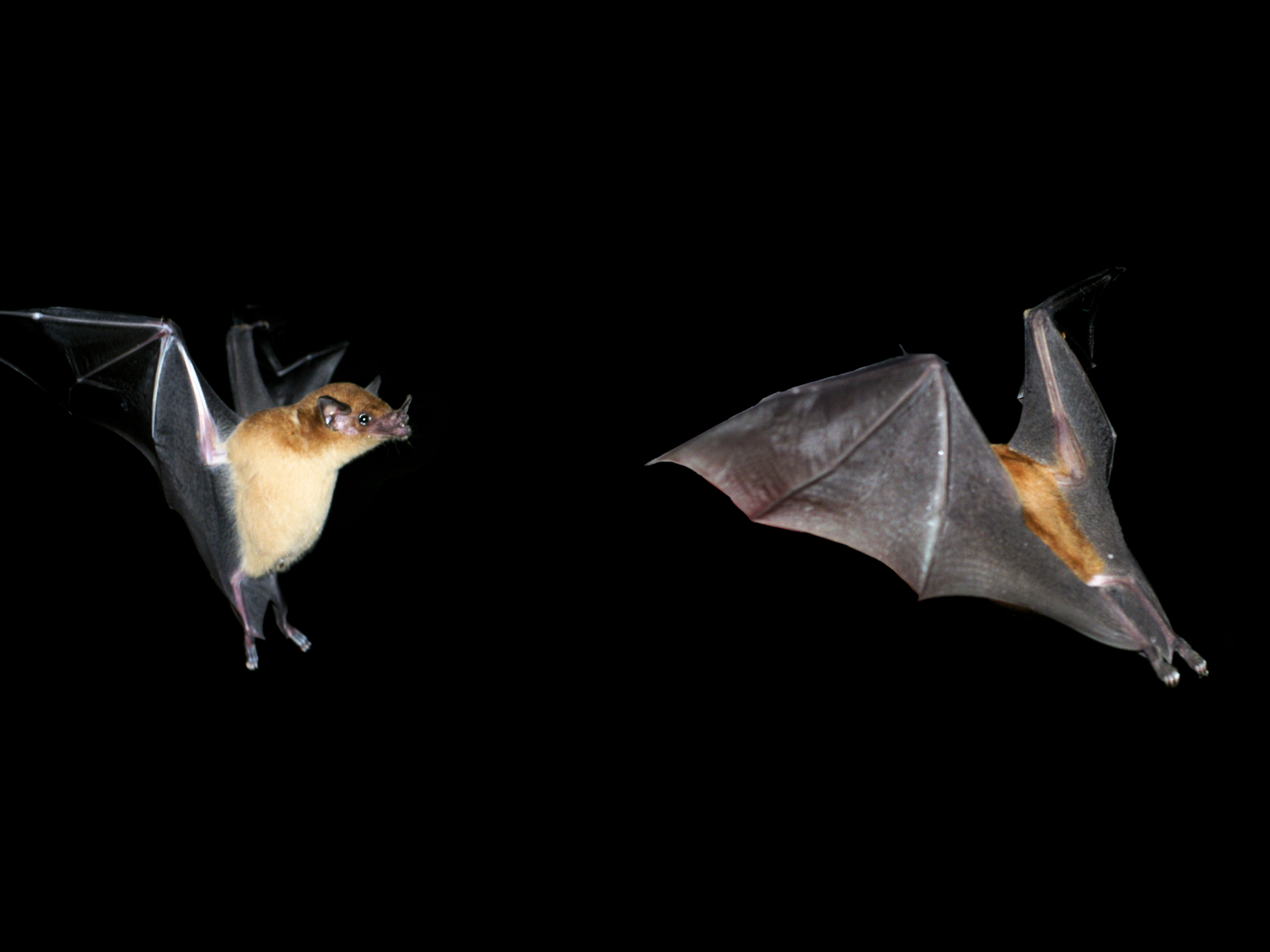
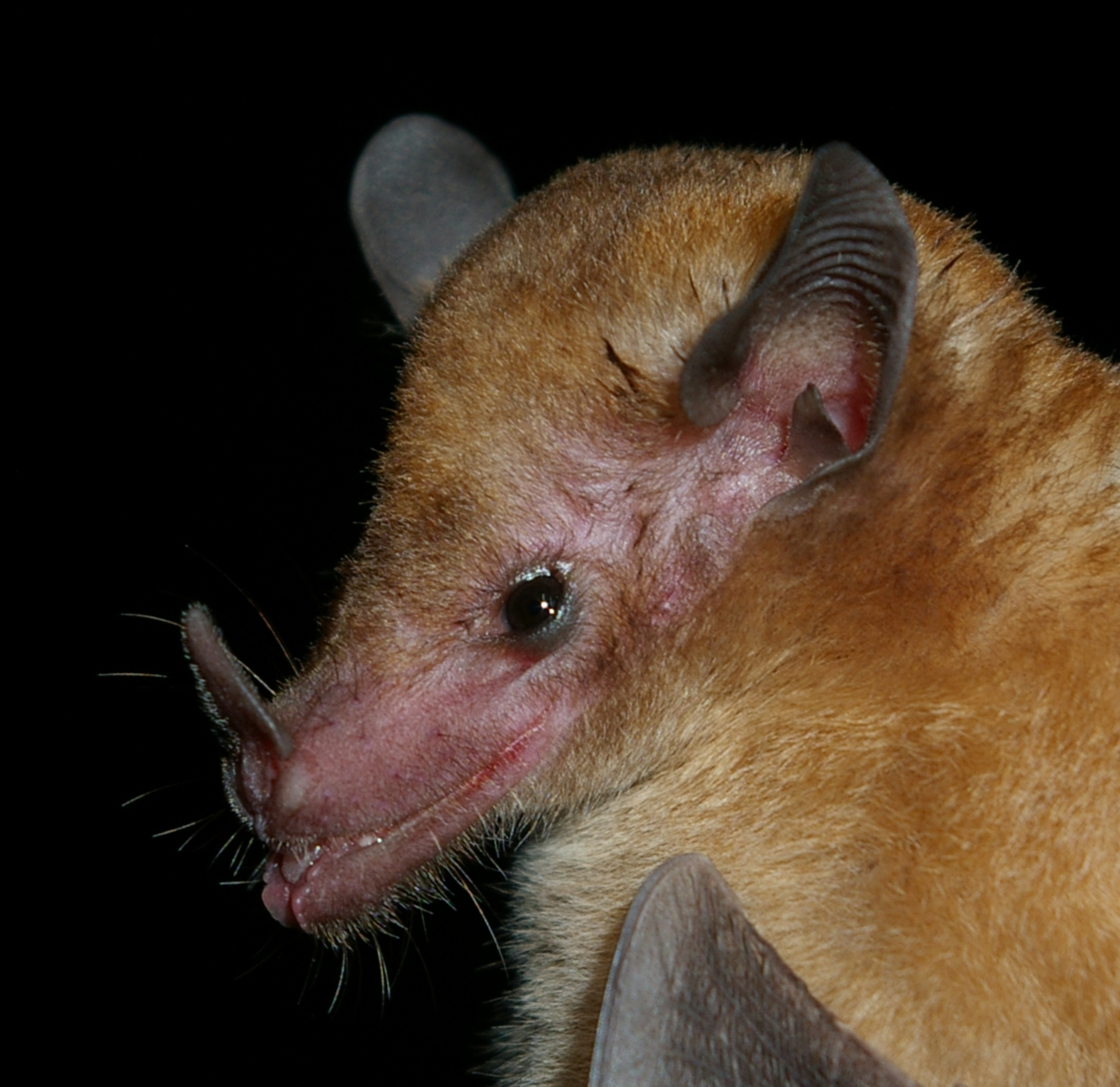